# Sarcodine
Sarcodinele reprezintă grup de protiste asemănătoare animalelor care cuprinde: amibele, radiolarii și foraminiferele. Hrănirea este exclusiv heterotrofa, trăiesc libere în mediul acvatic și sunt unicelulare. Au pseudopode cu rol în deplasare și înglobarea particulelor de hrană.Au respirație aeroba ,iar respirație anaeroba la sarcodinele parazite.Reproducerea este asexuata prin diviziune directa. 